# 24. svibnja
24. svibnja (24. 5.) 144. je dan godine po gregorijanskom kalendaru (145. u prijestupnoj godini).
Do kraja godine ima još 221 dan.

## Događaji
- 1883. – otvoren Bruklinski most koji povezuje Mannhatn s Brooklynom u New Yorku
- 1899. – otvorena prva javna garaža u SAD-u

- 1964. – u tuči na nogometnoj utakmici u Limi (Peru), izazvanoj odlukom sudca da poništi gol domaće momčadi, poginulo je više od 300 ljudi
- 1968. – studenti zapalili parišku burzu
- 1992. – Thomas Klestl izabran za predsjednika Austrije
- 1993. – Eritreja stekla neovisnost od Etiopije nakon 30 godina građanskog rata
- 1993. – na Tibetu izbile demonstracije protiv kineskih vlasti
- 2002. – predsjednici Rusije i SAD-a, Vladimir Putin i George Bush Jr. potpisali ugovor o smanjenju svog nuklearnog oružja za dvije trećine u sljedećih deset godina
- 2011. – NASA je službeno obustavila sve pokušaje uspostavljanja veze s roverom Spiritom.

| - 1668. – Gabriel Fahrenheit, njemački fizičar († 1736.) - 1743. – Jean-Paul Marat, francuski revolucionar († 1793.) - 1756. – Jive Žigmund Karner, hrvatski redovnik, pisac i prevoditelj u Gradišću († 1817.) - 1816. – Emanuel Leutze, američki slikar njemačkoga podrijetla († 1868.) - 1819. – Viktorija, britanska kraljica († 1901.) - 1822. – Šime Ljubić, hrvatski arheolog, povjesničar i biograf († 1822.) - 1906. – Harry Hess, američki geolog († 1969.) - 1910. – Nils-Eric Fougstedt, finski dirigent i skladatelj († 1961.) - 1910. – August Landmesser, njemački junak († 1944.) - 1934. – Željko Kućan, hrvatski akademik i biokemičar († 2023.) - 1935. – Mario Bogliuni, hrvatski pijanist, orguljaš i skladatelj († 2011.) - 1937. – Zdravko Tomac, hrvatski političar i pisac († 2020.) - 1941. – Bob Dylan, američki glazbenik - 1970. – Alan Katić, hrvatski glumac - 1974. – Nikša Marinović, hrvatski glumac | - 1543. – Nikola Kopernik, poljski astronom (* 1473.) - 1665. – Marija od Isusa Agredska, španjolska redovnica (* 1602.) - 1954. – Vladimir Becić, hrvatski slikar (* 1886.) - 1974. – Duke Ellington, američki jazz glazbenik - 2023. – Tina Turner, američka pjevačica (* 1939.) |